# Jomala
Jomala ist eine Gemeinde in der autonomen finnischen Provinz (schwedisch: Provins, finnisch: Lääni) Åland. Sie liegt im Zentrum von Ålands Hauptinsel Fasta Åland unmittelbar nördlich der Provinzhauptstadt Mariehamn.
Jomala hat 5610 Einwohner (Stand 31. Dezember 2022) und eine Fläche von 143,37 km². Jomala ist die einwohnerstärkste Landgemeinde Ålands. Wie auf ganz Åland ist Schwedisch die offizielle Sprache.

## Geschichte und Sehenswürdigkeiten

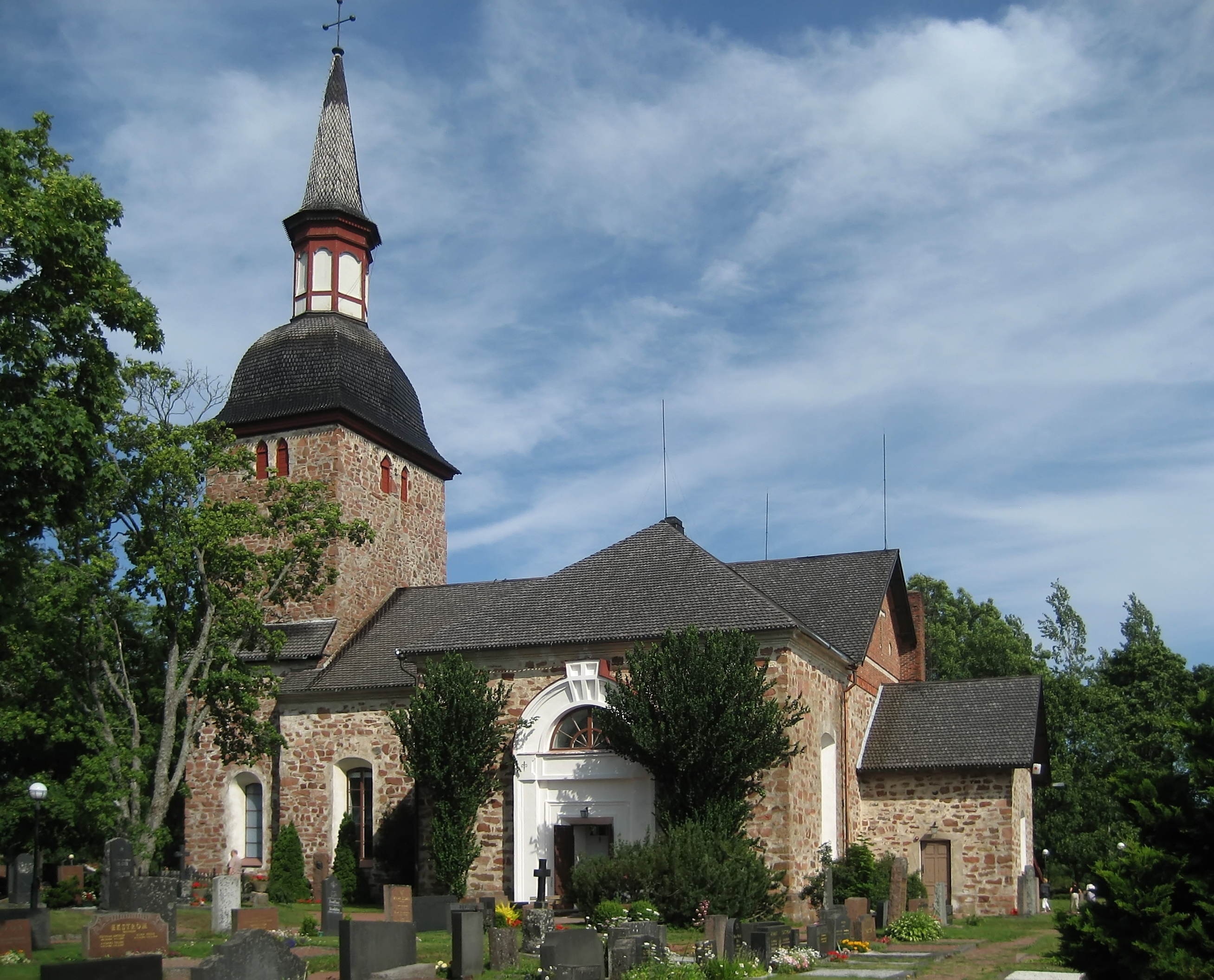
Die mittelalterliche Feldsteinkirche von Jomala

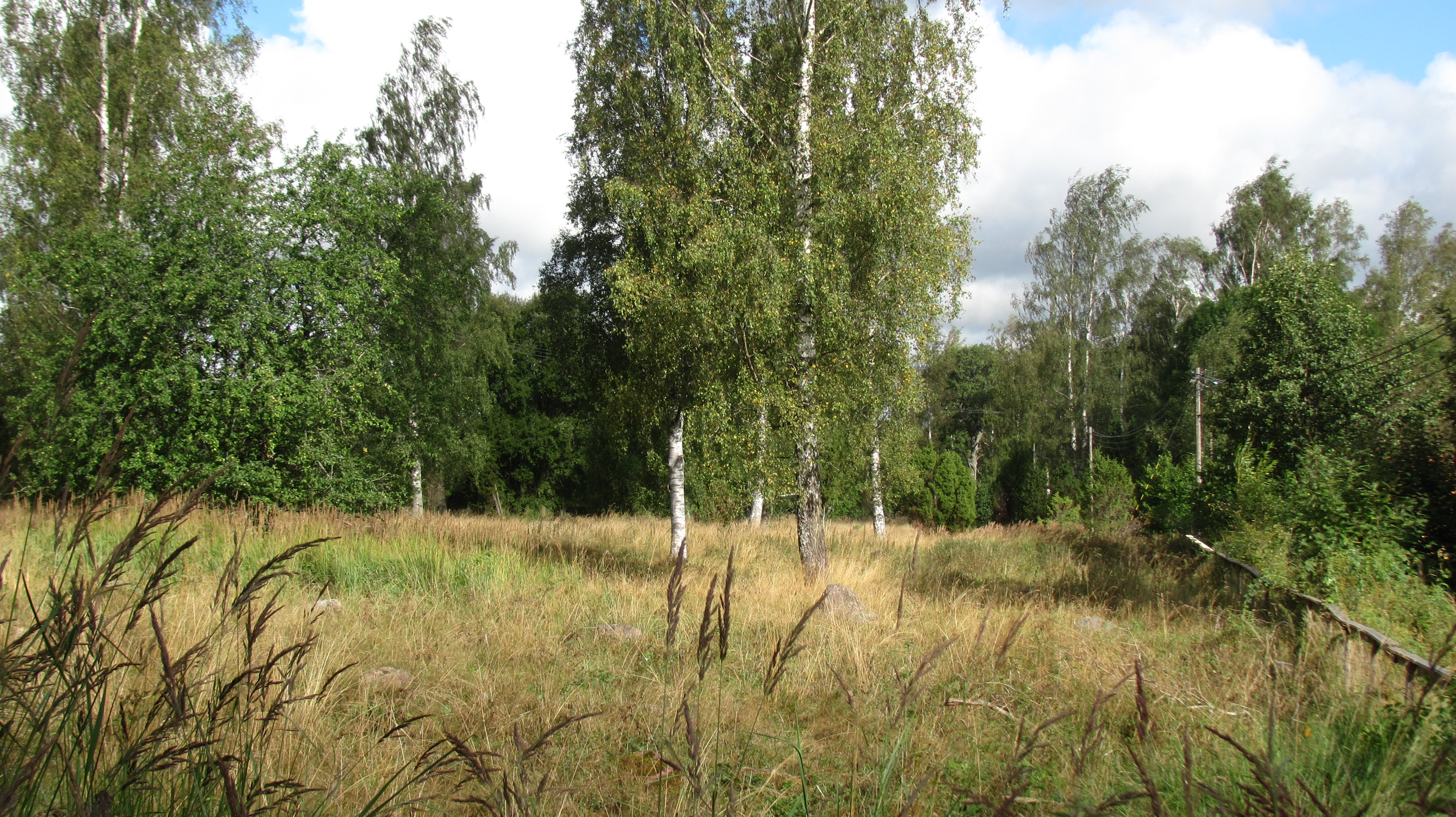
Friedhof mit Gräbern aus der Eisenzeit

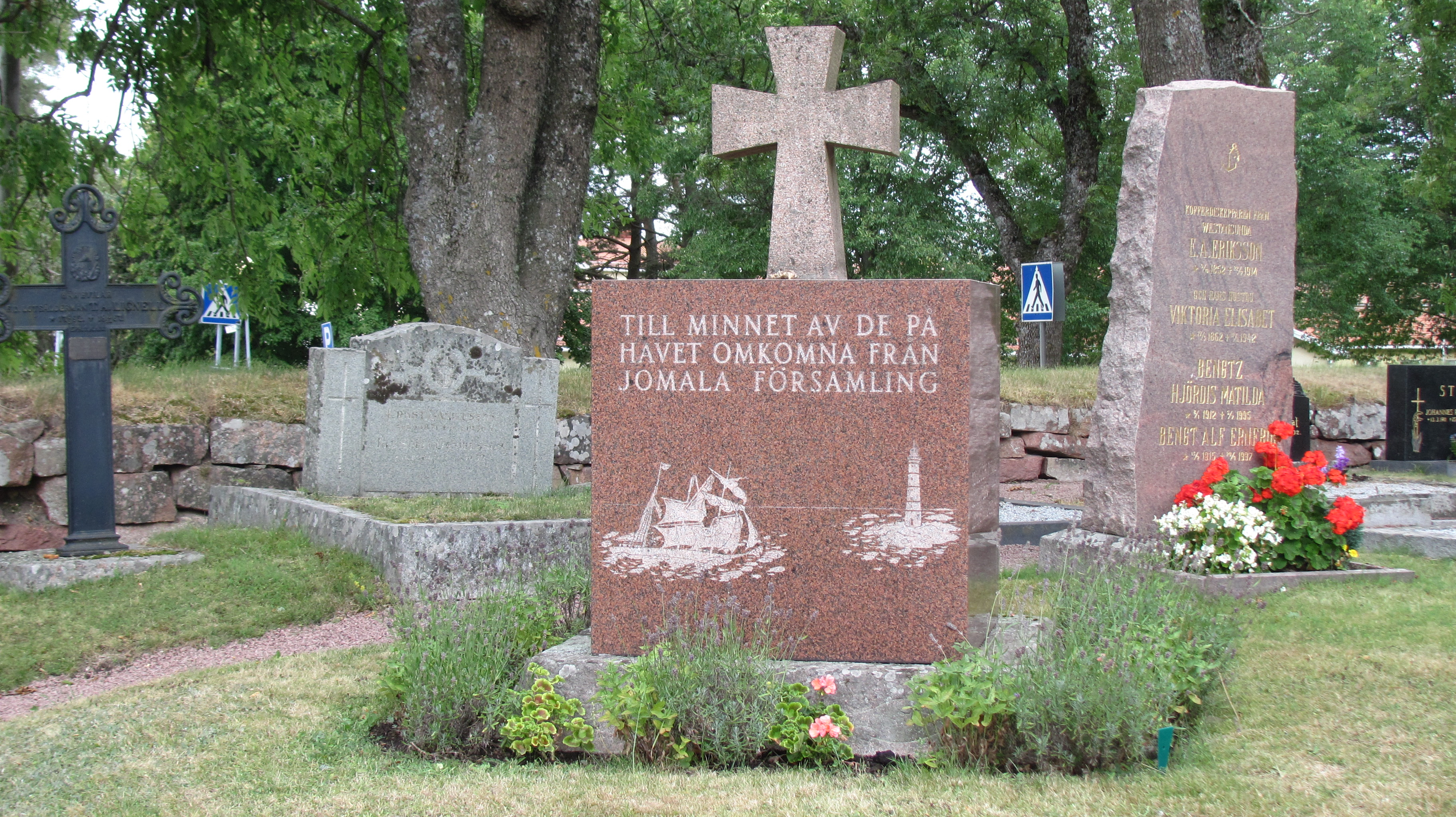
Denkmal für verstorbene Seeleute

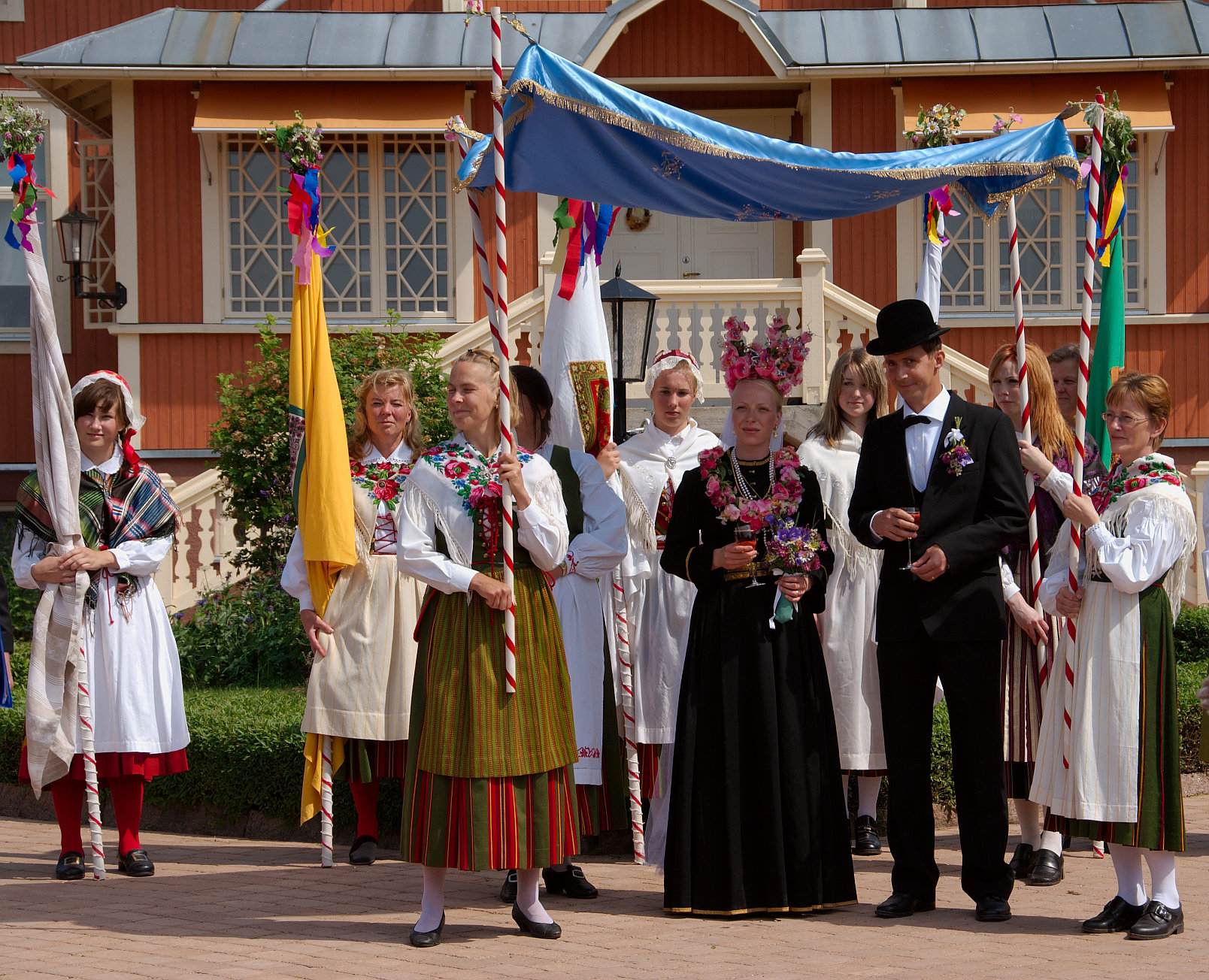
Bauernhochzeit in Ulfsby Gård

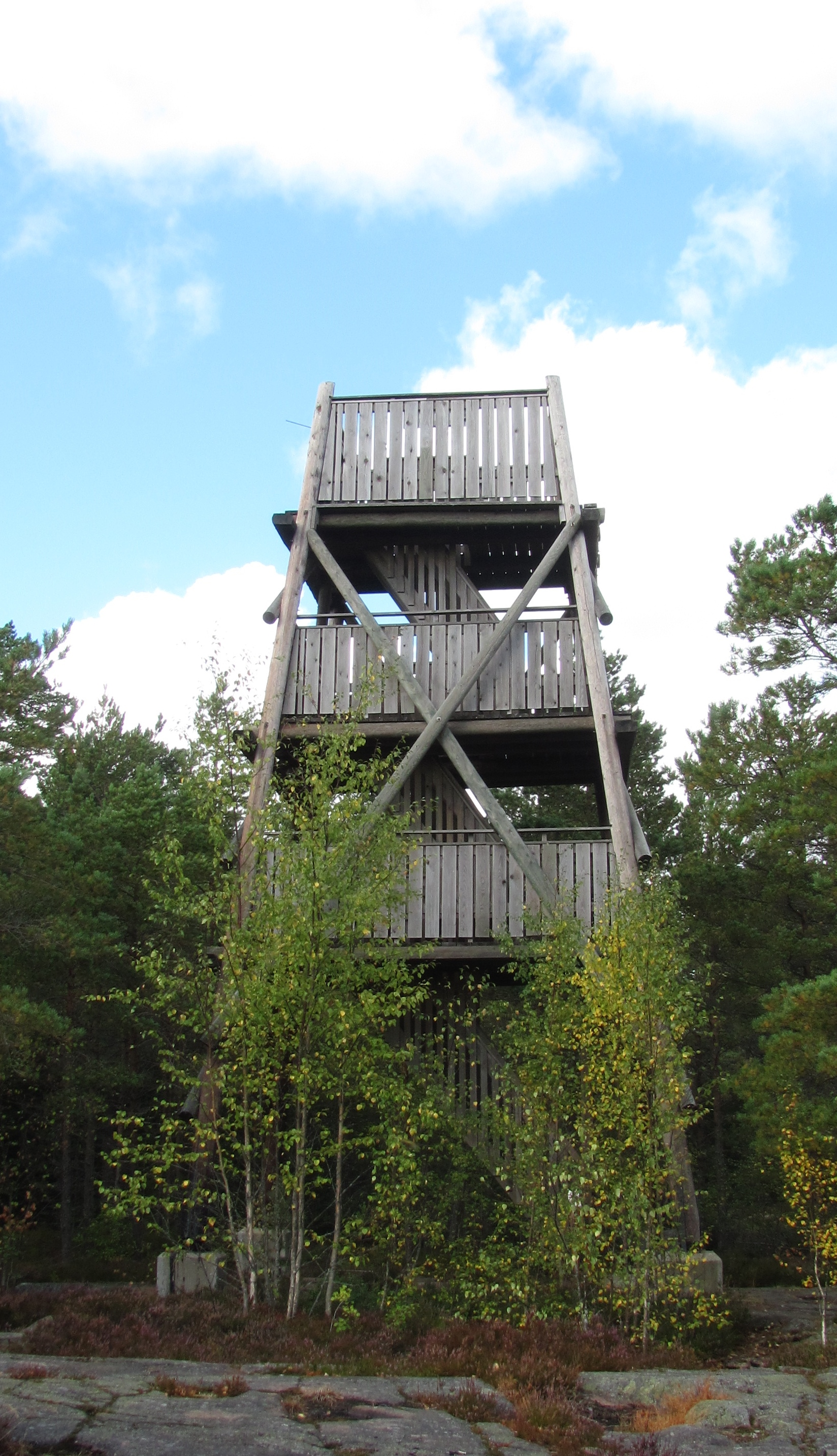
Aussichtsturm auf dem Ingbyberg

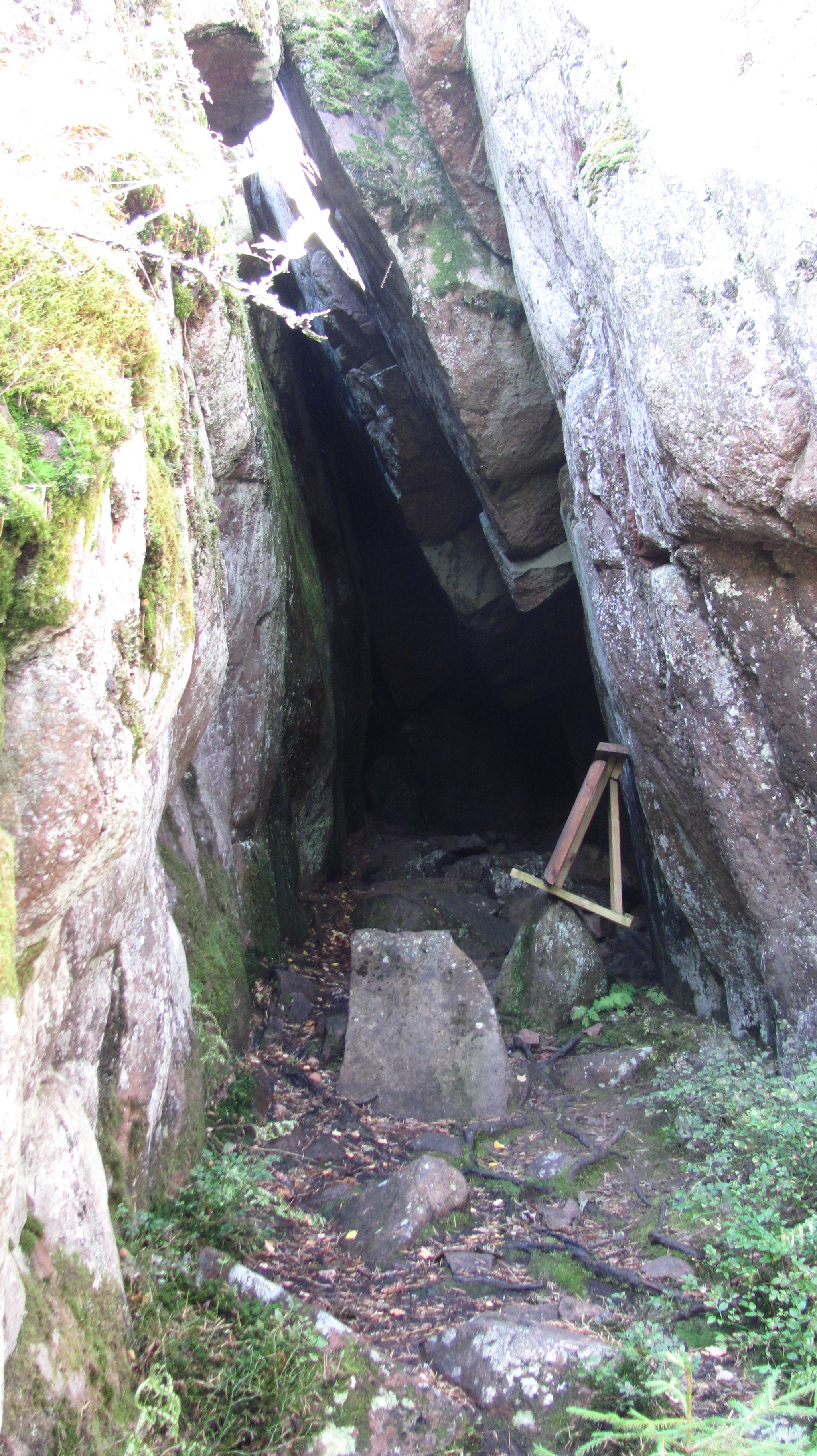
Höhle Trollkyrka am Ingbyberg

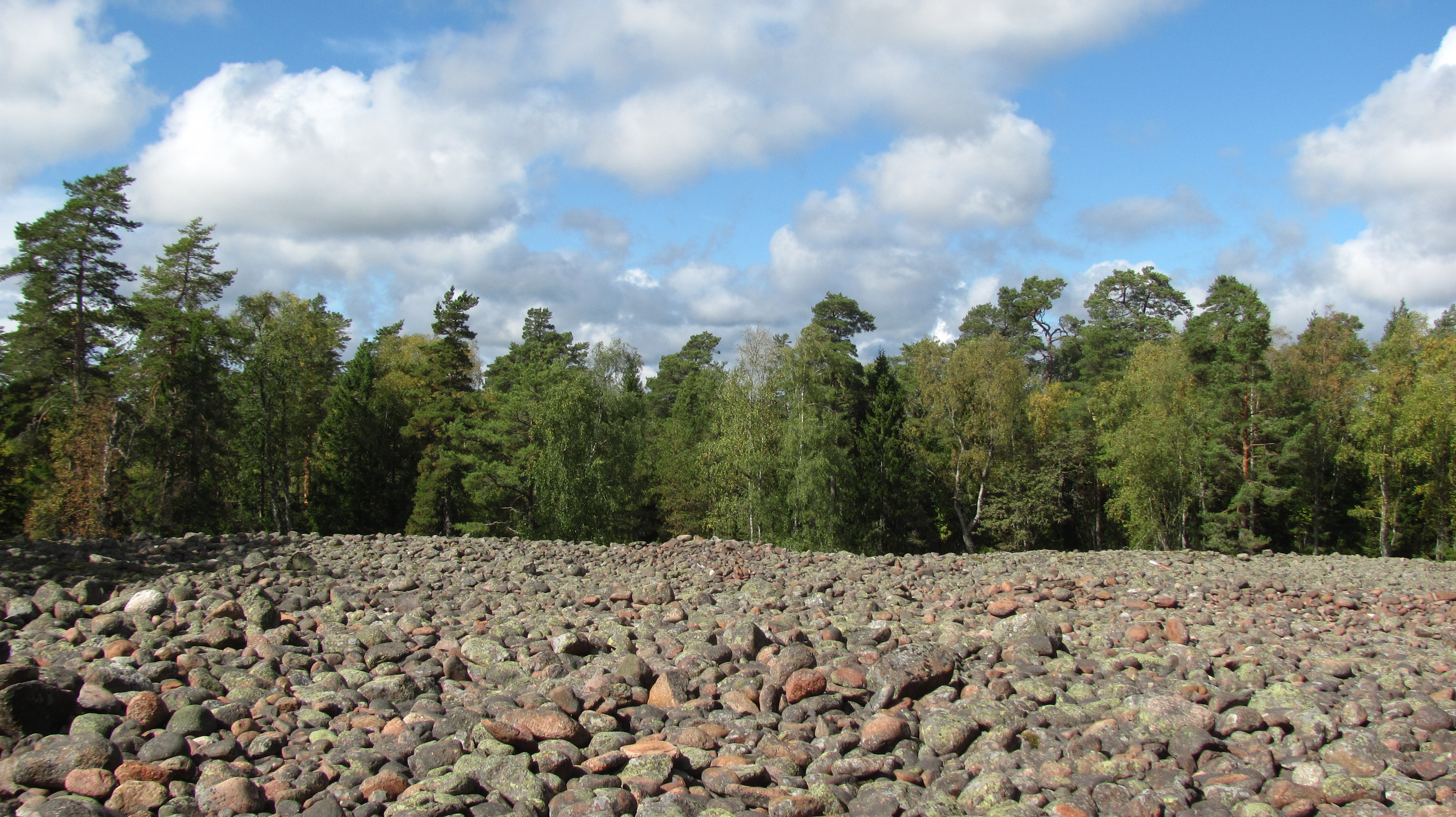
Eiszeitliches Geröllfeld Knapplarna am Ingbyberg

Im Dorf Jettböle sind Anzeichen steinzeitlicher Behausungen gefunden worden (2500–2000 v. Chr.); in Borgberget finden sich ein Gräberfeld sowie die Reste einer Wallburg aus der Zeit der Wikinger.
Die Kirche von Jomala wurde um 1280 errichtet, damit ist sie wahrscheinlich die älteste Kirche in ganz Finnland. Ihre heutige Form erhielt sie durch Umbauten im 19. Jahrhundert. Im unteren Teil des Turmes sind Wandmalereien – abgebildet sind z. B. das Gleichnis vom verlorenen Sohn und das Jüngste Gericht – aus dem 13. Jahrhundert erhalten, bei denen es sich möglicherweise um die einzigen romanischen Wandmalereien ganz Finnlands handeln könnte. Vor der Kirche erinnert ein Denkmal an die Seeleute, die auf See ums Leben kamen. Ein weiteres Denkmal vor der Kirche ist den Auswanderern gewidmet, die aus materieller Not die Ålandinseln verließen.
Hinter der Kirche befindet sich ein ausgedehntes Gräberfeld mit 130 Grabhügeln aus der Eisenzeit und den Fundamenten mehrerer Gebäude aus dem Mittelalter. Das Gelände, durch das ein Wanderweg mit Informationstafeln führt, wurde 1910 erstmals wissenschaftlich untersucht und von Björn Cederhvarf kartographiert.
An der höchsten Stelle des Dahlsberges errichtete Russland während des Ersten Weltkrieges die Kungsö-Batterie, zu welcher eine Kaserne für etwa 100 Soldaten gehörte. Im März 1918 zogen sich die Russen von der Batterie zurück, nachdem deutsche Truppen auf der Insel gelandet waren. Die Batterie wurde 1919 von deutschen Soldaten und finnischen Arbeitern zerstört.

### Ortsname
Die Entstehung und Bedeutung des Namens Jomala sind nicht abschließend geklärt. Das Suffix –ala wird im Allgemeinen auf einen nordischen Ursprung zurückgeführt, wo es etwas Längliches bezeichnet, wobei im Falle Jomalas wohl der Hügelrücken gemeint ist, auf dem heute die Kirche der Gemeinde steht. Die erste Silbe Jom steht möglicherweise im Zusammenhang mit den Ortsnamen Jom und Jumkil im schwedischen Uppland. Einer anderen Theorie zufolge stellt sie eine Kontraktion aus nordisch jor („Pferd“) und hem („Hof, Gut“) dar. Auch eine Zusammensetzung aus jor und mala („Strände“) wird diskutiert.
Eine weitere Theorie leitet den Namen von einer skandinavischen Gottheit „Jom“ her, das Suffix –ala wird hierbei zum gotischen Wort ahls („Heiligtum“) gestellt. Schließlich gibt es die Auffassung, der Ort leite seinen Namen von dem gleichlautenden finnischen Wort Jumala („Gott“) her.
Für diese Theorie spricht die Herleitung von Jumne, einer Stadt im Jomsgau, der Heimstatt der Jomswikinger, das laut Grimm aus dem nordgermanischen Sprachraum kommen soll und mit Sandbank oder Sandinsel übersetzt wird, was wohl für Wollin zutrifft. Inwieweit diese Genealogie auch für Jomala zutrifft, ist wohl subjektiv zu sehen. Dies belegt zumindest die Existenz des Wortstammes im Germanischen und entspricht dem archäologischen Befund einer Wikingerburg. Ein Gott Jom dürfte sich daher auf den schwedischen Wikinger und die daraus resultierenden Sagen beziehen, der die Jomswikinger anführte. Für ein Heiligtum sprechen wohl auch die vielen Figurinen, die in Jettbölle auf Jomala gefunden wurden.
Gegen die finnische Deutung spricht einerseits der Umstand, dass sich in Finnland keine Siedlungsnamen mit dem Bestandteil Jumala finden, sondern ausschließlich Naturnamen. Zudem beharren besonders Åländer darauf, dass sich in ganz Åland mit Ausnahme des spät entstandenen Inselnamens Koskenpää keine Ortsnamen fänden, die sich eindeutig auf einen finnischen Ursprung zurückführen ließen. Der Versuch, finnische Etymologien zu etablieren und so eine mögliche frühgeschichtliche finnische Besiedlung der Inselgruppe nahezulegen, wird mithin als politisches Manöver verstanden, die Zugehörigkeit Ålands zu Finnland historisch zu legitimieren.

## Politik

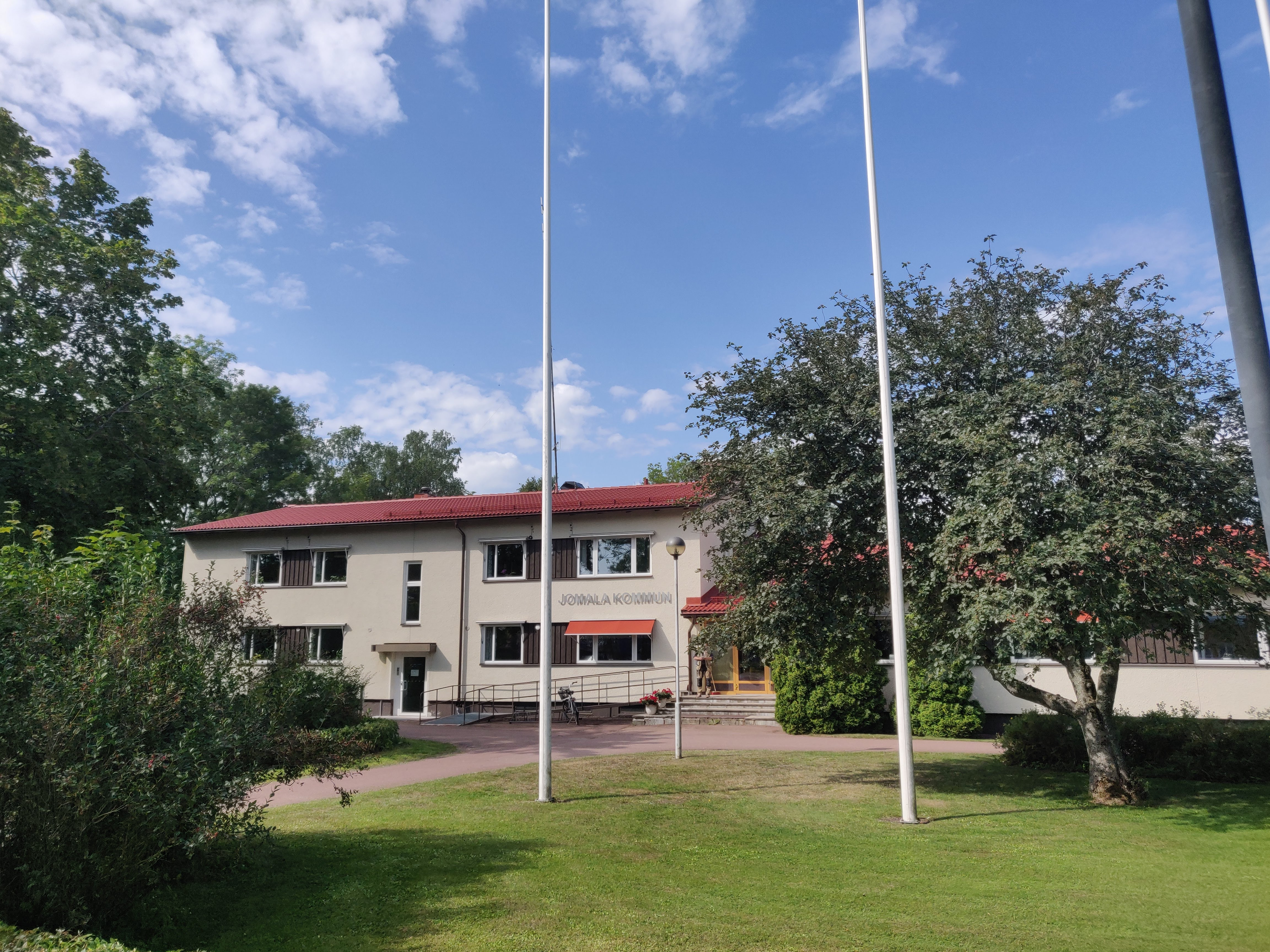
Gemeindehaus von Jomala

Bei der gleichzeitig zur Parlamentswahl auf Åland 2015 stattfindenden Kommunalwahl wurde ein neuer Gemeinderat für Jomala gewählt. Dabei wurde die Moderate Sammlung für Åland weit vor dem Åländischen Zentrum stärkste Partei.
| Kommunalwahl in Jomala 2015 %403020100 35,1 %28,9 %13,9 %10,9 %7,7 %3,5 % MCSOCLIBÅFObSGewinne und Verlusteim Vergleich zu 2011 %p 25 20 15 10 5 0 −5−10−15−20+20,8 %p+4,9 %p−6,0 %p−2,5 %p−1,6 %p−15,7 %pMCSOCLIBÅFObS | Sitzverteilung im Gemeinderat Jomala seit 2015Insgesamt 17 Sitze - SOC: 2 - C: 5 - Lib: 2 - M: 6 - ÅF: 2 |

- SOC: 2
- C: 5
- Lib: 2
- M: 6
- ObS: 1
- ÅF: 1

## Flora
Im Gebiet der Gemeinde Jomala befindet sich das Naturschutzgebiet Ramsholmen. Dieses beherbergt zahlreiche seltene Pflanzen, unter ihnen Bärenlauch und Orchideen. Im Frühjahr wird das Gebiet durch die Blüte von Leberblümchen, Buschwindröschen und Schlüsselblumen geprägt.

## Kultur
Zu den jährlichen kulturellen Veranstaltungen in Jomala zählt die traditionelle Bauernhochzeit Anfang Juli, die mit einer Hochzeitsprozession im Stil des 19. Jahrhunderts von der Kirche von Jomala zum Jugendhaus von Berghydan eingeleitet wird. Zum vierzigjährigen Jubiläum im Jahr 2007 endete die Prozession am Hof Ulfsby. Im September findet das Erntefest mit großem Jahrmarkt im Zentrum von Jomalaby statt.

## Wirtschaft
Die meisten Einwohner der 32 Dörfer Jomalas sind heute im Dienstleistungssektor, insbesondere im Fremdenverkehr beschäftigt, wenn auch die Landwirtschaft weiterhin große Bedeutung hat. In Jomala befindet sich auch der einzige Flughafen der Hauptinsel. Auch das Postunternehmen Posten Åland hat seinen Hauptsitz im Dorf Sviby in Jomala.
In der Gemeinde herrscht fast Vollbeschäftigung, die Arbeitslosenquote wurde im Januar 2007 offiziell mit 1,6 Prozent ausgewiesen.

## Umgebung
Wenige Kilometer nördlich von Jomala erhebt sich in einer bewaldeten Felslandschaft der rund 70 m hohe Ingbyberg, auf dem ein Aussichtsturm errichtet wurde. An den Hängen des Berges befinden sich außer einigen Gräbern aus der Bronzezeit mehrere bekannte Naturdenkmäler, z. B. die 11 m tiefe, sagenumwobene Höhle Trollkyrka, in der sich im 17. Jahrhundert während eines Krieges unter König Karl XII Menschen versteckt und längere Zeit gelebt haben sollen. Unweit davon windet sich die enge Schlucht Storbergsgatan, die an eine schmale Straße erinnert und deren Name übersetzt „Großbergstraße“ lautet. In der Nähe des Aussichtsturmes dehnt sich das eiszeitliche Geröllfeld Knapplarna aus. Es entstand vor rund 7000 Jahren, als der Meeresspiegel bis hierher reichte und die Steine durch die Wellenbewegungen glatt geschliffen wurden. Ein ähnliches eiszeitliches Geröllfeld befindet sich in unmittelbarer Nähe der Festung Bomarsund in Sund.

## Söhne und Töchter
- Frej Liewendahl (1902–1966), Mittelstreckenläufer
- Janne Holmén (* 1977), Langstreckenläufer